# Escaping Tel Aviv
Escaping Tel Aviv, arabisch ولاد العم, DMG Wilād al-ʿAmm, z.D. Die Cousins, ist ein ägyptischer Spionagethriller aus dem Jahr 2009. In dem Spielfilm wird eine junge Mutter von ihrem Mann, der sich als Agent des Mossad erweist, nach Israel entführt. Ein ägyptischer GIS-Offizier soll sie und ihre Kinder nach Ägypten zurückbringen.

## Handlung
Das Ehepaar Ezzat und Salwa lebt mit den beiden jungen Kindern Sarah und Youssef in Port Said am Mittelmeer. Bei einem Motorbootsausflug aufs offene Meer trifft die vierköpfige Familie auf zwei Boote, die die Kinder mit Gewalt zu sich nehmen. Als Salwa versucht sich zu wehren, wird sie von ihrem Ehemann durch ein Betäubungsmittel ruhig gestellt. Später wacht Salwa auf und muss feststellen, dass sie ins israelische Tel Aviv entführt wurde. Schockiert erfährt Salwa, dass ihr Mann Ezzat in Wahrheit ein israelischer Mossad-Agent namens Daniel Navon ist. Daniel ist aus Ägypten zurück nach Israel abgezogen worden und will nun mit seiner Familie dort leben, weshalb er sie entführen ließ. Als Salwa nach Ägypten zurück will, droht ihr Daniel, dass sie ihre Kinder dann nie wiedersehen werde. Bei einem Spaziergang erklärt Salwa verzweifelt einem israelischen Araber, dass sie entführt wurde und nach Ägypten zurück will. Der Mann wendet sich an die ägyptische Botschaft, wodurch die ägyptischen Sicherheitsbehörden auf den Fall aufmerksam werden. Obgleich Daniel und sein Umfeld sich bemühen, gelingt es Salwa nicht, den Schock über ihre Entführung und die Wahrheit über ihren Mann emotional zu verarbeiten und sich an das Leben in Tel Aviv zu gewöhnen. 
Trotz des Friedensvertrages zwischen Ägypten und Israel sind die Beziehungen zwischen den beiden Staaten angespannt, und beide Staaten bekriegen sich auf Geheimdienstebene. Allein 25 israelische Spionagenetzwerke wurden in Ägypten enttarnt. Dem ägyptischen GIS-Offizier Mustafa Abdulrahman gelingt es, die Zelle des Mossad auszuheben, zu der Daniel Navon gehörte. Navon ist Sohn von irakisch-ägyptischen Juden und war an der Tötung mehrerer arabischer und palästinensischer Führer sowie pro-palästinensischer Ausländer beteiligt. Der GIS gibt Mustafa den Auftrag, nach Israel zu reisen und Salwa und die Kinder zurückzubringen, wozu er in Salwas Nähe platziert wird und mit ihr Kontakt aufnehmen soll. Mustafa reist über die jordanisch-israelische Grenze als Tagelöhner für den Bau der israelischen Sperranlagen in das von Israel besetzte Westjordanland ein und wird Zeuge der Zerstörung eines palästinensischen Dorfes durch die Israelis, was ihn emotional schwer berührt. Schließlich kommt er nach Tel Aviv, um in der Nähe von Salwas Haus in einer Apotheke zu arbeiten, wo er Salwa schließlich entdeckt. 
Kurz darauf wird Mustafa Zeuge, wie die israelische Polizei eine junge Palästinenserin namens Darin sucht, der er Schutz gewährt. Während Darin in der Wohnung bleibt, inspiziert Mustafa die Wohnung von Salwa und Daniel. Als er zurückkehrt, findet er in Darins Rucksack Sprengstoff und einen Abschiedsbrief vor, in der sie ankündigt sich im Nachtclub Natalie als Selbstmordattentäterin in die Luft zu sprengen. Mustafa findet Darin rechtzeitig und kann sie von ihrer Tat abhalten, wobei er erzählt, dass einst die Kugel eines Mossad-Agenten ihn verfehlte und seine Frau tödlich traf. Darin nimmt schließlich den Bus nach Netanja, wo sie sich versteckt halten soll.
Mustafa nimmt Kontakt zu Salwa auf, die sich auf eine Arbeitsstelle bewerben soll. Bei dem fingierten Bewerbungsgespräch trifft sie Mustafa, der im Gegenzug für seine Hilfe verlangt, dass sie ihm Informationen über Daniels Spionageaktivitäten in Ägypten zukommen lässt. Nach anfänglichem Widerstand, den Vater ihrer Kinder zu verraten, ringt sie Mustafa das Versprechen ab, Daniel nichts anzutun, woraufhin beide den Deal eingehen. Salwa hilft Mustafa sich ins Quartier des Mossad einzuschleusen, wo er die Liste der nächsten Attentatsziele von Daniel vorfindet und zu seinem Entsetzen seinen eigenen Namen vorfindet. Es erweist sich, dass Daniel Salwa dazu benutzt hat, um Mustafa in die Falle zu locken. Mustafa wird einem Verhör unterzogen, wobei auch die gefangene Darin erscheint, die kurz darauf von Daniel erschossen wird. Das mit Elektrostößen durchgeführte Verhör ist so intensiv, dass Mustafa schließlich in ein Krankenhaus überführt werden muss, wobei ägyptische Agenten den Konvoi stoppen und ihm zur Flucht verhelfen. Mustafa befreit Salwa und die Kinder, wobei ihnen nach einer Verfolgungsjagd die Flucht aus Tel Aviv gelingt. Auf einem verlassenen Fabrikgelände kommt es zum finalen Kampf zwischen Mustafa und Daniel, der zuvor Salwa durch einen gezielten Schuss schwer verletzt hat. Über die Grenze entkommen sie nach Jordanien und kehren nach Ägypten zurück.

## Hintergrund
Die Darstellung Israels und der jüdischen Israelis im Film ist äußerst ambivalent. Einerseits bewegt sich der Film in der weitverbreiteten arabischen Filmtradition, die Israelis, insbesondere in Gestalt von Daniel, eindeutig als Film-Antagonist zu zeigen. Verdeutlicht wird dies auf individueller Ebene etwa durch die Konflikte zwischen Salwa und Daniel, sowie Szenen, die die Folgen der israelischen Besatzung für die Palästinenser zeigen.
Andererseits zeichnet der Film ein sehr diverses Bild der israelischen Gesellschaft, in dem jüdische Israelis nicht automatisch als feindlich dargestellt werden. In einer Hochzeitsszene erklärt ein Gast etwa, wie sehr er die Ägypter schätze; in einer anderen Szene schenkt ein israelischer Jude Salwa einen Koran. Ebenso werden die Konflikte und Schattierungen innerhalb der jüdisch-israelischen Gesellschaft thematisiert. In einer Szene erklärt der jüdische Apothekeninhaber Viktor, er sei Jude, aber kein Zionist und unterstütze nicht Israels Umgang mit den Palästinensern. Bei einem Besuch bei Daniels Mutter erzählt diese von den Konflikten zwischen europäisch-stämmigen (aschkenasischen) und orientalischen Juden und der Vertreibung von Juden aus dem Irak. In einer leidenschaftlichen Rede vergleicht Daniel Israel und Ägypten miteinander, wobei er einerseits den Rassismus in Ägypten thematisiert und andererseits auf die multiethnische und multikonfessionelle israelische Gesellschaft verweist, sowie das funktionierende juristische System und den Mangel an Korruption, im Gegensatz zu Ägypten. 
Ein mehrfaches Thema im Film ist der Religionsstatus, sowohl von Salwas Kindern, die Daniel als Juden erziehen will, als auch von Daniel und Salwa, da nach klassisch-islamischen Recht eine Ehe zwischen einem monotheistischen nicht-muslimischen Mann und einer muslimischen Frau keine Gültigkeit hat. 

## Produktion
Die Dreharbeiten fanden in Kairo, Port Said, Kapstadt und Syrien statt und dauerten acht Wochen.

## Kritiken
In der Internet Movie Database kommt der Film auf eine Zuschauerwertung von 7,3 von 10 Punkten bei über 6.000 Bewertungen.